# Piedras rúnicas de Hällestad

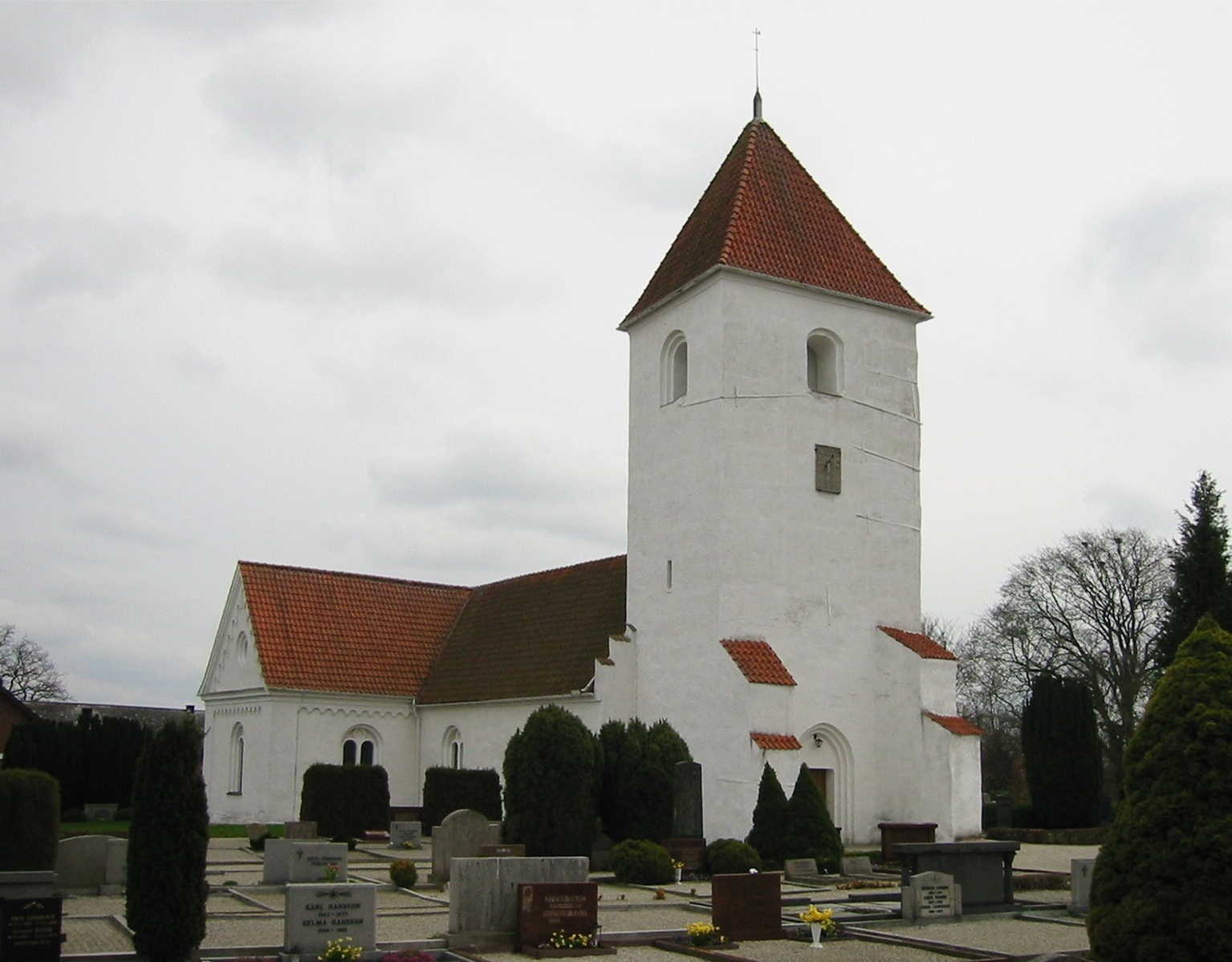
Iglesia de Hällestad donde se encuentran las piedras rúnicas

Las piedras rúnicas de Hällestad son tres piezas empotradas en las paredes de la iglesia de Hällestad en Torna-Hällestad, aproximadamente a 20 kilómetros al este de Lund en Skåne, al sur de Suecia. Clasificadas con los códigos DR 295, 296, y 297 en la Rundata. DR 295 es notable porque se erigió en memoria de un guerrero que cayó en la legendaria Batalla de Fýrisvellir, conflicto bélico del 985 d. C. acontecido cerca de Upsala, Suecia entre los Jomsvikings liderados por Styrbjörn el Fuerte y el ejército de su tío Erico el Victorioso, rey de Suecia. Las otras piedras fueron levantadas por la misma gente, y probablemente formaban un monumento en conjunto a la memoria de camaradas caídos en batalla.

## DR 295
Piedra rúnica de arenisca, empotrada en la esquina suroeste de la Iglesia de Hällestad, ya conocida desde finales del siglo XVII. La inscripción se inicia en la fila izquierda en el frente y sigue un orden de lectura en bustrofedon.
La inscripción está fechada a finales del siglo X, y muestra una temprana runa-k punteada que representa el fonema-g en aigi.
También contiene una inusual runa-m punteada (), que no obstante solo cumple un propósito decorativo ya que no afecta a la pronunciación (comparar con la piedra de Transjö Sm 5). Un detalle interesante es el hecho que llama a Toki Gormsson "hermano", que debería ser interpretado como hermano de armas y no hermano biológico. Los guerreros en la Era vikinga se organizaban en hermandades, donde cada miembro tenía el mismo valor, incluido el cacique o jefe que en este caso fue Toki Gormsson. Toki era probablemente el hijo del rey danés Gorm el Viejo, que murió en el año 958 o 959 d. C. Toki no ha sido recordado en las sagas nórdicas pero las piedras rúnicas constituyen también documentación contemporánea. También es muy notable la mención que los hombres más cercanos a Toki, que significa los mejores guerreros, formaron un círculo de escudos alrededor de su jefe durante la batalla para mostrar lealtad a su líder (comparar con la piedra de Kålsta U 668). La colina de referencia era probablemente un túmulo donde los hermanos de armas de Toki le enterraron de acuerdo a las tradiciones de la época.

### Inscripción

#### En caracteres latinos
A : askil : sati : stin : þansi : ift[iR] ¶ : tuka : kurms : sun : saR : hulan : ¶ trutin : saR : flu : aigi : at : ub:¶:salum
B satu : trikaR : iftiR : sin : bruþr ¶ stin : o : biarki : stuþan : runum : þiR :
C (k)(u)(r)(m)(s) (:) (t)(u)(k)(a) : kiku : (n)(i)(s)(t)[iR]

#### EnNórdico antiguo
A Æskel satti sten þænsi æftiR Toka Gorms sun, seR hullan drottin. SaR flo ægi at Upsalum
B sattu drængiaR æftiR sin broþur sten a biargi støþan runum. ÞeR
C Gorms Toka gingu næstiR.

#### En castellano
A Áskell situó esta piedra en memoria de Tóki, hijo de Gormr, un fiel señor para él. Él no se libró de Upsala.
B Los hombres valientes colocaron la piedra en la colina en la memoria de su hermano, con runas. Ellos
C eran los más cercanos Tóki de Gormr.

## DR 296
Esta piedra es contemporánea con la precedente R 295 y es de granito. La inscripción hace mención a Erra como un hemþægi o heimþegi (pl. heimþegar) de Tóki, que significa el receptor del hogar (algo así como el que se le ha dado una casa por un tercero). Un total de seis piedras rúnicas en Dinamarca se refieren a una persona con ese título, las otras al margen de DR 296 y DR 297 son  DR 1, DR 3, DR 154 y DR 155. El uso del término en las inscripciones sugiere una fuerte similitud entre heimþegar y el término en Nórdico antiguo húskarl (literalmente, "hombre casa"), una especie de guardaespaldas o milicia privada al servicio del rey o jefes tribales, de quienes reciben obsequios (en este caso casas) por su servicio.

### Inscripción

#### En caracteres latinos
: oskautr : ristþi : stin : þansi (:) ¶ (:) (i)ftiR : airu : brþur : sin : ian : ¶ : saR : uas : him:þiki : tuka : nu : ¶ : skal : stato : stin : o : biarki :

#### EnNórdico antiguo
Asgotr resþi sten þænsi æftiR Ærru, broþur sin. Æn saR was hemþægi Toka. Nu skal standa sten a biargi.

#### En castellano
Ásgautr levantó esta piedra en memoria de Erra, su hermano. Y él era receptor de Tóki. Ahora la piedra permanecerá en la colina.

## DR 297
Esta piedra también es contemporánea de las anteriores y es de arenisca. Probablemente el autor es el mismo maestro cantero que DR 295. Parecido a DR 296, la inscripción se refiere a Ásbjôrn como hemþægi de Tóki.

### Inscripción

#### En caracteres latinos
: osbiurn : him:þaki : tuka : sati : stin ¶ : þasi : iftiR : tuka : bruþur : sin :

#### EnNórdico antiguo
Æsbiorn, hemþægi Toka, satti sten þæssi æftiR Toka, broþur sin.

#### En castellano
Ásbjôrn, receptor de Tóki, colocó esta piedra en memoria de Tóki, su hermano.